# Le Chautay
 Le Chautay  es una población y comuna francesa, situada en la región de  Centro, departamento de Cher, en el distrito de Saint-Amand-Montrond y cantón de La Guerche-sur-l'Aubois.

## Demografía
| 350 | 310 | 301 | 317 | 278 | 317 |
| Para los censos de 1962 a 1999 la población legal corresponde a la población sin duplicidades (Fuente: INSEE [Consultar]) |     |     |     |     |     |